# Køge Å
Køge Å är ett vattendrag på ön Själland i Danmark i Region Själland, i den östra delen av landet, 30 km sydväst om Köpenhamn. Ån är drygt 20 km lång och dess källa ligger 15 km väster om staden Køge. Den rinner genom staden  och ut i Køge Bugt genom Køge hamn. I Køge Å lever den lokalt hotade fisken Nissöga  (Cobitis taenia).
Klimatet i området är tempererat med en  årsmedeltemperatur på  8 °C. Den varmaste månaden är augusti med en medeltemperatur på 18 °C, och den kallaste januari, med 0 °C.